# Православие в Австрии
Православие в Австрии — христианская деноминация на территории Австрии.
На 2011 год число православных в Австрии насчитывало около 352 тыс. человек, что составляет около 4,2 % населения страны.
В 1967 году австрийский парламент принял «Федеральный закон о православных», определивший официальный статус православных приходов разных юрисдикций.

## Константинопольский патриархат
Первые греческие купцы появились на территории Австрии в XVII веке. Первые богослужения проводились приезжими священнослужителями.
С 1776 года особым указом императора грекам было разрешего свободно исправлять богослужения по православным канонам, хотя данное положением и не уравнивало их в правах с римо-католиками.
С 1991 года епархия управляется митрополитом Михаилом (Стаикосом).
В 1994 году Австрийская митрополия Константинопольского патриархата получила официальную государственную регистрацию.
Кафедральный храм епархии — Троицкий собор в Вене (Фляйшмаркт, 13). Вторым значительным приходом в австрийской столице является Свято-Георгиевский собор. Кроме того, на территории Австрии действуют ещё пять греческих приходов.

## Русская церковь
Русская православная церковь представлена на территории страны Венской и Австрийской епархией. Также существуют приходы РПЦЗ, находящиеся в ведении Берлинской и Германской епархии.
В XIX веке в Вене был возведён величественный Никольский собор, являющийся ныне памятником архитектуры.

## Сербская церковь
Сербская православная церковь имеет на территории Австрии несколько сербских приходов. В Вене располагаются Собор Святого Саввы (1893), являющийся первой сербской церковью в Австрии, а также Церковь Успения Пресвятой Богородицы, Успенская церковь (1974) и Церковь Воскресения Христова (2002).

## Болгарская церковь
В 1967 году в Вене появился первый болгарский храм, посвященный святому Иоанну Рыльскому.